# 阿爾巴尼亞死刑制度
現時阿爾巴尼亞已經廢除死刑制度，於2007年正式廢除。
- 在阿爾巴尼亞勞動黨恩維爾·霍查的獨裁政府管治下，死刑曾經被多次應用於1941年至1985年，多涉及被霍查認為是反對派政治犯、親西方國家和南斯拉夫的叛國者及資本主義支持者。隨著新一任勞動黨領導人拉米茲·阿利雅上台以及1990年初的阿爾巴尼亞民主化浪潮影響，上述罪行的死刑應用次數已大幅減少或廢止，而最後一次在阿爾巴尼亞執行死刑日期為1995年6月29日。雖然2000年10月1日有關謀殺的死刑已經廢除，但仍然保留叛國和戰時罪行的應用。在阿爾巴尼亞和其他歐洲國家廢除一般罪行死刑的原因是簽署了“歐洲人權公約”第6號議定書，這項規定同期於2000年10月1日生效。

- 2007年，阿爾巴尼亞政府和國會批准了“歐洲人權公約”第13號議定書，死刑制度正式廢除，在任何情況下不得執行任何形式的死刑，將所有原屬死刑的罪行一律改為無期徒刑。